# جامع راوندوز الكبير
جامع راوندوز الكبير وهو من مساجد أربيل التراثية القديمة ولقد بني قبل حوالي 250 عام على يد أحد امراء سوران ويقع في قضاء راوندوز، وتم هدمه وإعادة بناؤه من قبل ديوان الأوقاف في العراق عام 1390هـ/1970م، وهو مسجد واسع وتقام فيهِ صلاة الجمعة وصلاة العيدين والصلوات الخمسة، وتبلغ مساحته حوالي 1000م2 ويحتوي على محفل للقراء ويتوسطه محراب وغلفت جدران المصلى الداخلية بالحجر وعن يمين المحراب منبر للإمام والخطيب وقبالة الحرم طارمة وللجامع غرفة مخصصة للإمام والخطيب وغرفة مخزن.